# Axioma do conjunto vazio
Em teoria axiomática dos conjuntos, o axioma do conjunto vazio é um postulado lógico para garantir, formalmente, a existência de um conjunto sem elementos. O axioma possui, usando-se a linguagem da lógica formal, o seguinte enunciado:
{\displaystyle \exists x\,\forall y\,\lnot (y\in x).}
Em palavras,
Existe um conjunto sem elemento algum.
Em algumas formulações da axiomática de Zermelo-Fraenkel, o axioma do conjunto vazio vem incluso no axioma do infinito; em outras não. Contudo, em qualquer modelo axiomático da teoria dos conjuntos que admita a existência de um conjunto e possua o axioma-esquema da separação, como Zermelo-Fraenkel, o axioma do conjunto vazio é derivado como teorema. Realmente, escolhe-se um predicado contraditório e aplica-se o axioma-esquema da separação para tal predicado. Por exemplo, se {\displaystyle x} é um conjunto, escolhendo {\displaystyle \varphi (y):y\neq y} temos que {\displaystyle \{y\in x:\varphi (y)\}=\{y\in x:y\neq y\}} é um conjunto vazio.
Numa teoria axiomática de conjuntos em que o axioma-esquema da separação não é assumido, é preciso prová-lo como teorema usando o axioma-esquema da substituição; e, dependendo de como se formula o axioma-esquema da substituição, pode ser necessário assumir o axioma do conjunto vazio.